# 지하리촌
지하리촌(千針村)은 이시카와현 노미군에 있던 촌이다.

## 역사
- 1889년 4월 1일 - 정촌제 시행에 의해 4촌의 구역을 가지고 지하리촌이 성립하였다.
- 1907년 8월 5일 - 지하리촌이 구역 분리는 다음과 같다.
  - 다카타촌, 다가와촌이 합병해 이타즈촌이 성립하였다
  - 소노에촌, 오키스기촌이 합병해 시라에촌이 성립하였다.

## 참고문헌
- 角川日本地名大辞典 17 石川県